# 謝爾利希巴赫河
46°54′17″N 7°53′19″E / 46.90470°N 7.88860°E
謝爾利希巴赫河是瑞士的河流，位於該國中部，流經盧塞恩州，屬於伊爾菲斯河的左支流，河道全長7.3公里，流域面積12.8平方公里，發源自瓦赫圖伯爾山。